# Herbert Koch (Theologe)
Herbert Koch  (* 14. Februar 1942 in Heckershausen; † 20. Mai 2022) war ein deutscher evangelischer Theologe und Sachbuchautor.

## Leben
Nach seinem Studium in Bethel, Heidelberg und Göttingen promovierte Koch bei Eduard Lohse zum Dr. theol. Er übernahm Stellen als Gemeindepfarrer und war acht Jahre lang Seelsorger im Justizvollzug sowie später Leiter des Industriepfarramts und Arbeitslosenzentrums Hannover. Zuletzt wurde Koch zum Superintendenten des Kirchenkreises Wolfsburg gewählt. 
Koch trat seit 1988 mit mehreren essayistischen Sachbüchern zu Menschenrechten und zur christlichen Kirche in Geschichte und Gegenwart hervor.

## Funktionen und Mitgliedschaften
- Mitglied der Initiative Kirche von unten
- Mitglied der Gesellschaft für eine Glaubensreform

## Schriften (Auswahl)
- Gott wohnt in einem Lichte... Nahtoderfahrungen als Herausforderung für die Theologie. Gütersloher Verlagshaus, Gütersloh 2016, ISBN 978-3-579-08220-2.
- Glaubensbefreiung – Notwendige Reformen in Theologie und Kirchen. Publik-Forum, Oberursel 2014, ISBN 978-3-88095-259-1.
- Einfach glauben – Botschaften des Jesus von Nazareth. Publik-Forum, Oberursel 2012, ISBN 978-3-88095-226-3.
- Der geopferte Jesus und die christliche Gewalt. Patmos-Verlag, Düsseldorf 2009, ISBN 978-3-491-72538-6.
- Einheit der Kirche – Besichtigung einer Utopie. Patmos-Verlag, Düsseldorf 2007, ISBN 978-3-491-70409-1.
- Die Kirchen und ihre Tabus – Die Verweigerung der Moderne. Patmos-Verlag, Düsseldorf 2006, ISBN 978-3-491-72498-3.
- Zwei Welten? Zum Verhältnis von Arbeitswelt und Kirche. Sozialwissenschaftliche Studiengesellschaft, Hannover 1992, ISBN 3-928488-02-3.
- Jenseits der Strafe – Überlegungen zur Kriminalitätsbewältigung. Mohr Siebeck Verlag, Tübingen 1988, ISBN 978-3-16-645408-5.
- Gottesdienst im Gefängnis (mit P. Rassow u. a.). Lutherisches Verlagshaus, Hannover 1984, ISBN 3-7859-0509-2.